# Hitoshi Saitō (lekkoatleta)
Hitoshi Saitō (jap. 齋藤仁志 Saitō Hitoshi; ur. 9 października 1986) – japoński lekkoatleta, sprinter.

## Osiągnięcia
- brązowy medal mistrzostw Azji (bieg na 200 m, Guangdong 2009)
- srebro (bieg na 200 m) i złoto (sztafeta 4 x 100 m) podczas mistrzostw Azji (Kobe 2011)
- medalista mistrzostw kraju

## Rekordy życiowe
- bieg na 200 m – 20,42 (2009)
- bieg na 300 m – 32,79 (2008)